# Косар жовтодзьобий
Косар жовтодзьобий (Platalea flavipes) — вид пеліканоподібних птахів родини ібісових (Threskiornithidae).

## Поширення
Вид поширений на півночі, сході та південному заході Австралії. Бродяжні птахи спостерігалися на Норфолку і в Новій Зеландії. Трапляється на мілководді заболочених територій, а іноді й на сухих пасовищах.

## Опис
Тіло завдовжки 76—91 см, розмах крил — 140 см, вага — 1,8—1,9 кг. Оперення білого кольору з декількома тонкими пасмами чорного пір'я на хвості. Навколо дзьоба є неоперена ділянка сірого кольору. Дзьоб кремово-жовтий, а на кінці, де він сплющений, жовтий колір переходить у сірий. Ноги жовтого кольору, кігті чорні.

## Спосіб життя
Його природні біотопи — прісноводні болота, лагуни, а іноді й сухі пасовища. Харчується водними комахами та їхніми личинками. Гніздиться в колоніях, часто з іншими водними птахами. Будує своє гніздо на дереві. Гніздо — це неглибока платформа, виготовлена з гілок та очерету. У кладці 3—4 білих яєць. Насиджують обидва батьки. Інкубація триває близько 3 тижнів.